# Igor Kustra
Igor Kustra (* 31. ledna 1958) je bývalý slovenský prvoligový fotbalista.

## Hráčská kariéra
V československé nejvyšší soutěži zasáhl do 2 utkání v dresu Tatranu Prešov, v nichž neskóroval. Do Prešova přišel z Ružomberku.

## Ligová bilance
| Ročník                                   | Zápasy | Góly | Minuty | Klub          |
| ---------------------------------------- | ------ | ---- | ------ | ------------- |
| 1. československá fotbalová liga 1980/81 | 2      | 0    | –      | Tatran Prešov |
| CELKEM 1. LIGA ČSSR                      | 2      | 0    | –      |               |